# Сталінградське військове танкове училище

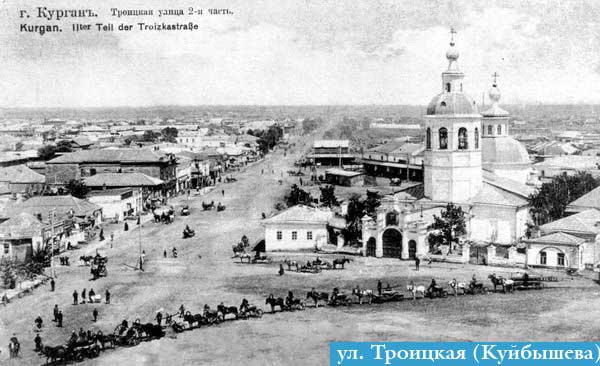
Колишній Троїцький собор в Кургані, де розміщувалася їдальня училища в 1942-44 рр. Фото поч. XX ст.

Сталінградський військове танкове училище — Військово-навчальний заклад (училище), що існувало в 1941-1946 роках, яке розташовувалося в місті Сталінграді, у 1942-1944 роках перебувала в евакуації в місті Курган, потім у Харкові.

## Історія
Великий спад комскладу на фронті і нові формування потребували збільшити випуск командних кадрів у навчальних закладах автобронетанкових військ СРСР. Тому додатково до вже наявних у липні 1941 року почалося формування ще п'яти училищ: Куйбишевського, Сталінградського, 2-го Харківського і Челябінського танкових і 2-го Горьковського автомобільно-мотоциклетного.
Сталінградський військове танкове училище сформовано 12 серпня 1941 року.
Евакуйовано в Курган з просуванням німецьких військ до міста на початку вересня 1942 року. Училище розташовувалося в декількох приміщеннях. У колишньому Троїцькому соборі на вул. Куйбишева була їдальня.
15 вересня 1943 року перший секретар Курганського обкому ВКП(б) П. А. Тетюшев і голова Курганського облвиконкому С. В. Моліков звернулися до заступника голови ДКО В. М. Молотова про передислокацію Сталінградського військового танкового училища з Кургану.
Майстерня Сталінградського військового танкового училища виробляла запасні частини до тракторів під час підготовки до весняних польових робіт 1944 року.
Сталінградський військове танкове училище вибуло з Кургану в липні 1944 року. Воно було передислоковано в Харків.
У 1946 році Харківське піхотне і Сталінградське танкове училища об'єднали в одне Харківське, а потім Харківське об'єднали з Київським училищем.

## Програма навчання
Програма розрахована на піврічне навчання. Деякі групи курсантів випускали достроково, через 4 місяці. 
Займалися по 12 годин на добу: 8 годин планових занять та 4 години самопідготовки під керівництвом командира. Курсанти щомісяця отримували 40 рублів. 

## Начальники училища
- 15 липня 1941 — 1942 — Павлов Андрій Михайлович, полковник[5]
- 19 червня 1942 — листопад 1946 — Серіков Михайло Георгійович, полковник, з 05.11.1943 генерал-майор танкових військ[6]